# RKHV Aristos

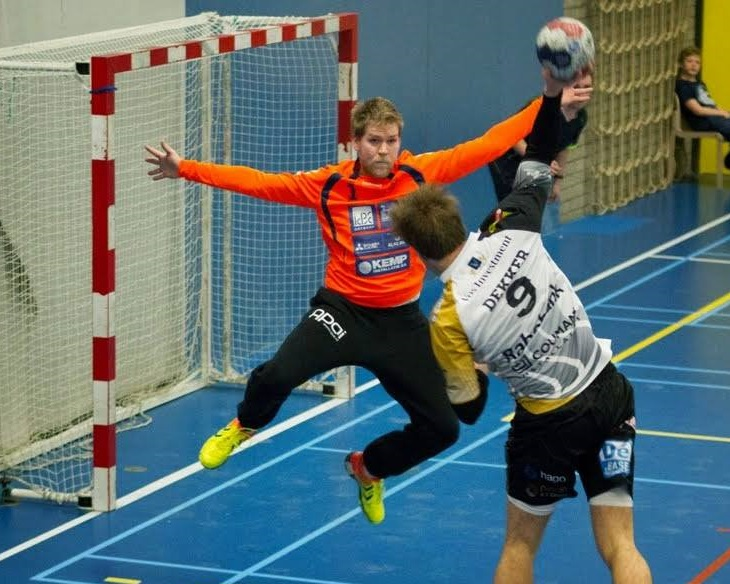
Spelmoment Limburg Lions 2 tegen Aristos in De Haamen, John Besseling verdedigt het doel van Aristos.

Aristos Amsterdam is een Nederlandse handbalvereniging uit Amsterdam. Zij behoort tot de oudste handbalclubs in Amsterdam. Aristos speelt sinds 1989 haar thuiswedstrijden in de eigen sporthal gelegen aan de Tom Schreursweg in Amsterdam Nieuw-West. De sporthal draagt toepasselijk de naam Aristoshal.
Aristos staat van oudsher bekend om haar goede jeugdopleiding, zo speelde Bobby Schagen in zijn jeugd bij de vereniging. Vanaf medio 2010 focust de vereniging zich steeds meer op de seniorenkant. In het seizoen 2013/14 promoveerde het eerste herenteam naar de eredivisie om direct daarna weer te degraderen. Aristos kwam één doelpunt te kort om handhaving veilig te stellen.
In het seizoen 2015/2016 wist Aristos wederom te promoveren naar de eredivisie. Oud-international doelman John Besseling, linkeropbouwer Jeroen de Ruyter, cirkelspeler Jordi Kuijpers en linkshander Rick Hellinga waren hierbij de blikvangers. In het seizoen 2018/19 degradeerde Aristos uit de eredivisie.

## Bier & Eredivisie
Aristos staat binnen de handbalwereld bekend als een avant garde vereniging. De club kenmerkt zich door haar eigenzinnige visie op topsport. Het technisch beleid van de club is vooral gericht op het aantrekken van talentvolle handballers die om uiteenlopende redenen niet veel willen trainen, maar wel op hoog niveau willen acteren. Bij de promotie naar de eredivisie in 2013 gebruikte de club veelal de slogan Bier en Eredivisie. In maart 2017 liet de club in een persbericht weten juist met dit imago te willen breken.

## Aristos Ultras
Binnen de Nederlandse handbalwereld staat Aristos bekend vanwege haar supporters. De Aristos Ultras is de supportersclub van Aristos Amsterdam en zorgden als een van de eerste fanclubs in Nederland voor een zogenoemde voetbalsfeer rondom de handbalvelden.
Ook laten de Aristos Ultras veelvuldig hun licht schijnen over de actualiteit binnen het Nederlandse handbal. De stukken, die zij voornamelijk op hun facebookpagina publiceren, zijn vaak omstreden vanwege hun satirische karakter. In 2013 heeft het Nederlands Handbal Verbond op verzoek van het Eredivisie Platform gepoogd de Aristos Ultras uit te bannen middels de inzet van het tuchtrecht. Uiteindelijk bleek er onvoldoende grond te zijn om een zaak te starten en werd er afgezien van een tuchtrechtelijke procedure.

## Resultaten
Heren 1995-heden
- 1995 1e
Derde divisie F
- 1996 1e
Tweede divisie D
- 1997 9e
Eerste divisie A
- 1998 11e
Eerste divisie A
- 1999
Eerste divisie A
- 2000
- 2001
- 2002
- 2003 2e
Eerste klasse
- 2004 7e
Regioklasse D
- 2005 6e
Regioklasse D
- 2006 5e
Regioklasse D
- 2007
- 2008
- 2009 1e
Tweede klasse
- 2010
Eerste klasse
- 2011
Regioklasse
- 2012
Hoofdklasse A
- 2013 7e
Eerste divisie
- 2014 5e
Eerste divisie
- 2015 14e
Eredivisie
- 2016 6e
Eerste divisie
- 2017 15e
Eredivisie
- 2018 17e
Eredivisie
- 2019 18e
Eredivisie
- 2020 14e
Eerste divisie
- 2021
Eerste divisie
- 2022 14e
Eerste divisie
- 2023 2e
Eerste divisie

- Eredivisie
- Eerste divisie
- Tweede divisie
- Hoofdklasse
- Eerste klasse
- Tweede klasse